# Lille mand - lille mand
|  | Denne artikel er oprettet af botten PalnaBot ud fra en ekstern database. Den kan derfor have sproglige fejl eller mangler. Denne skabelon kan fjernes efter kontrol af indholdet. |

Lille mand - lille mand er en børnefilm fra 2002 instrueret af Kathrine Windfeld efter manuskript af Claus Mandøe.

## Handling
En dreng vandrer ensom rundt i sit boligkvarter med sin pind, som han forestiller sig kan trylle. Han mistrives hjemme, hvor forældrene skændes. Inden dagen er omme, har han forelsket sig i en noget ældre pige, hvis lillebror han hjælper til at undslippe en bande større drenge. Som tak får han lillebrorens hue. Tilfældigt kommer han til penge, så han kan købe en gave til pigen, og uretfærdigt beskyldes han for at have stjålet sin nye vens hue. En film om svigt, håb, trylleri, kærlighed og venskab.